# Powerbuilt Raceway
De Powerbuilt Raceway (officieel Powerbuilt Raceway at Ruapuna Park) is een racecircuit nabij Christchurch, Nieuw-Zeeland. Het circuit is 3,33 kilometer lang en heeft, naast 7 verschillende lay-outs, ook een dragstrip.